# Свято-Миколаївська православна церква
Свято-Миколаївська православна церква (англ. St. Nicholas Orthodox Church) — українська православна церква в Карібу, штат Міннесота, США. Вона була побудована у 1905 році українськими іммігрантами. Церква має вхідну вежу та два куполи на її святилищі та апсиді; куполи обоє увінчані хрестами. Церква використовувалася для служб протягом 1940-х років і з того часу використовується лише у рідкісних випадках.
Церква була внесена до Національного реєстру історичних місць США 8 березня 1984 року.